# Río Cauto (Municipio)
Río Cauto ist ein Municipio der kubanischen Provinz Granma, im Tal des gleichnamigen Flusses gelegen.
Río Cauto hat 47.600 Einwohner auf einer Fläche von 1505 km². Es ist flächenmäßig das größte Municipio Granmas.
Landwirtschaft stellt in Río Cauto den größten Wirtschaftszweig dar. Großen Anteil macht der Anbau von Zuckerrohr aus. Viehzucht, Fischerei und Reisanbau haben ebenfalls große Bedeutung.

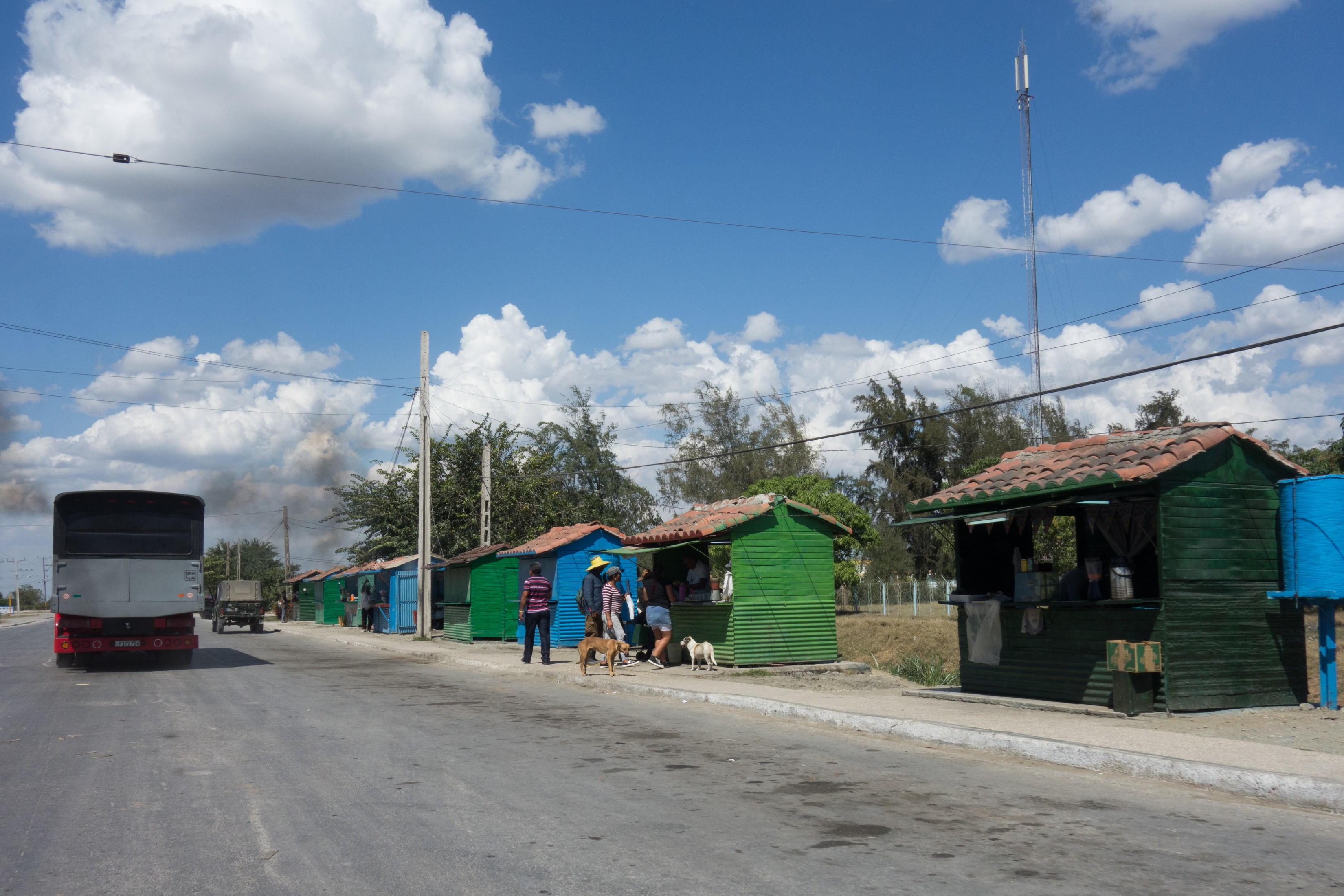
Vado del Yeso an der Straße Bayamo-Las Tunas

## Geografische Lage
Río Cauto befindet sich im Nordwesten der Provinz Granma. Im Norden und Nordosten grenzt das Municipio an die Provinz Las Tunas, im Süden an die Municipios Yara und Bayamo, im Osten an das Municipio Cauto Cristo und im Westen grenzt Río Cauto an den Golf von Guanacayabo.
|                      | Las Tunas                                   |              |
| Golf von Guacanayabo | Kompassrose, die auf Nachbargemeinden zeigt | Cauto Cristo |
| Yara                 |                                             | Bayamo       |